# 萬燦
萬燦（1902年1月20日—1973年9月29日），字燦之、又號旭之。湖北省武昌縣葛店鎮（今屬鄂州）人。民國38年（1949年）在湖北省第一選區遞補當選第一屆立法委員。

## 生平[1][2][3]
- 武昌中華大學附屬中學肄業
- 清華學校肄業
- 滬江大學肄業
- 德國柏林大學經濟系肄業
- 中國國民黨駐德國支部執行委員
- 德國萊比錫大學教員
- 中國國民黨駐德國支部常委兼駐法國總支部執行委員
- 民國18年7月1日，任立法院編修[4]，民國21年4月16日呈請辭職免[5]
- 民國28年1月20日，監察院監察委員[6]
- 民國30年7月12日，派三十年高等考試司法官初試臨時考試監試委員、三十年普通考試臨時考試監試委員[7]
- 參與籌組中國國民黨臨時行動委員會
- 廣州中山大學經濟系主任、校長室秘書、法學院院長，中山大學代表出席歐洲世界教育大會，後以參加閩變被革退[8]
- 中華共和國人民革命政府秘書長
- 中華民族革命同盟駐歐特派員
- 旅德華僑抗日聯合會常委
- 軍委會政治部第三處處長
- 軍委會政治部設計委員
- 戰地黨政委員會設計委員
- 安徽大學教授
- 金陵大學教授
- 民國38年，遞補當選立法委員
- 1950年9月4日，中國國民黨革命委員會全黨團結委員會委員
- 1951年12月21日，任南京市人民政府政治法律委員會委員
- 南京大學教授
- 廈門大學經濟系外文系教授、公共外語教研室主任、工會主席（1956-1959年）
- 福建省、廈門市政協委員

## 圖片

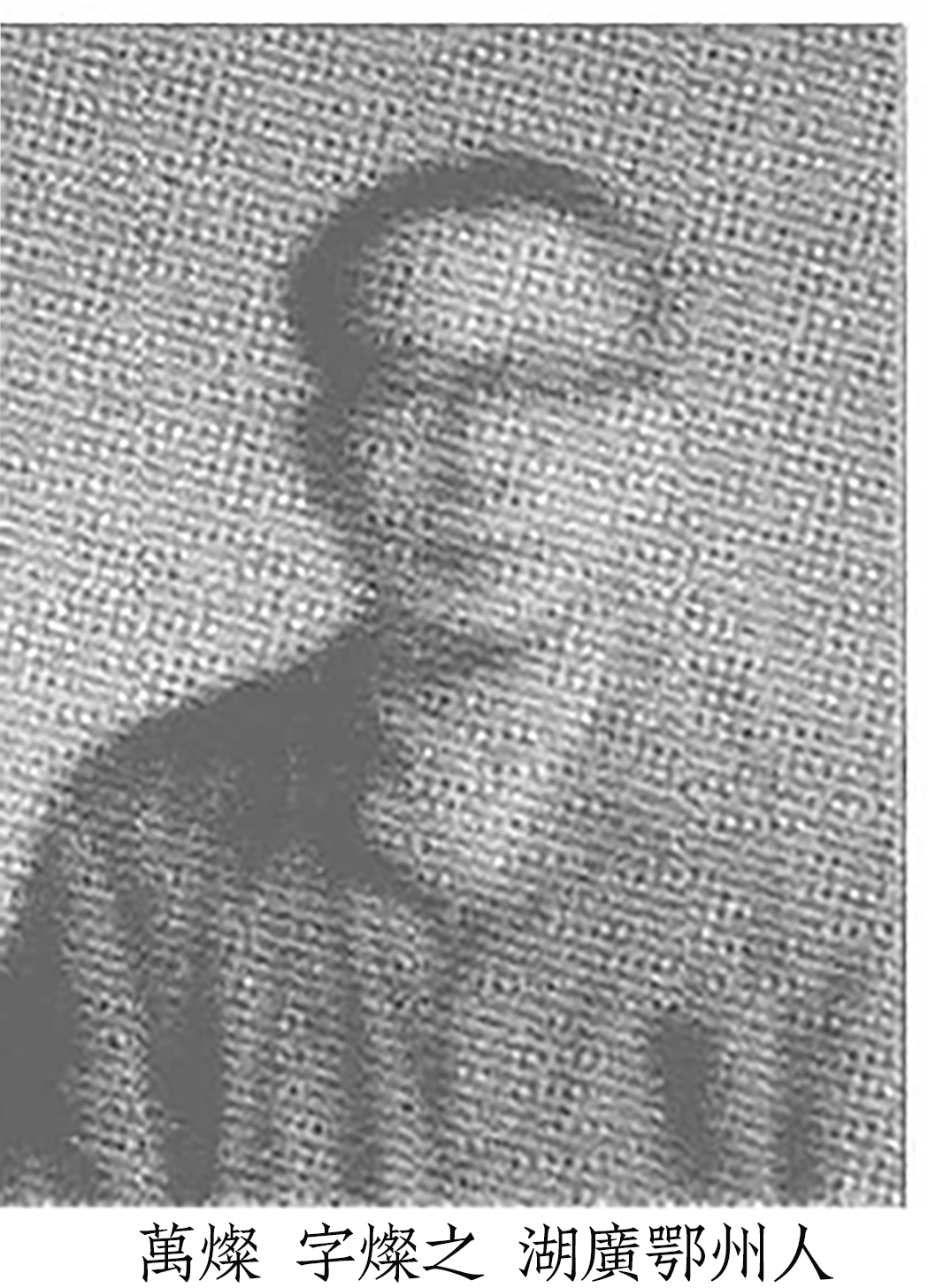
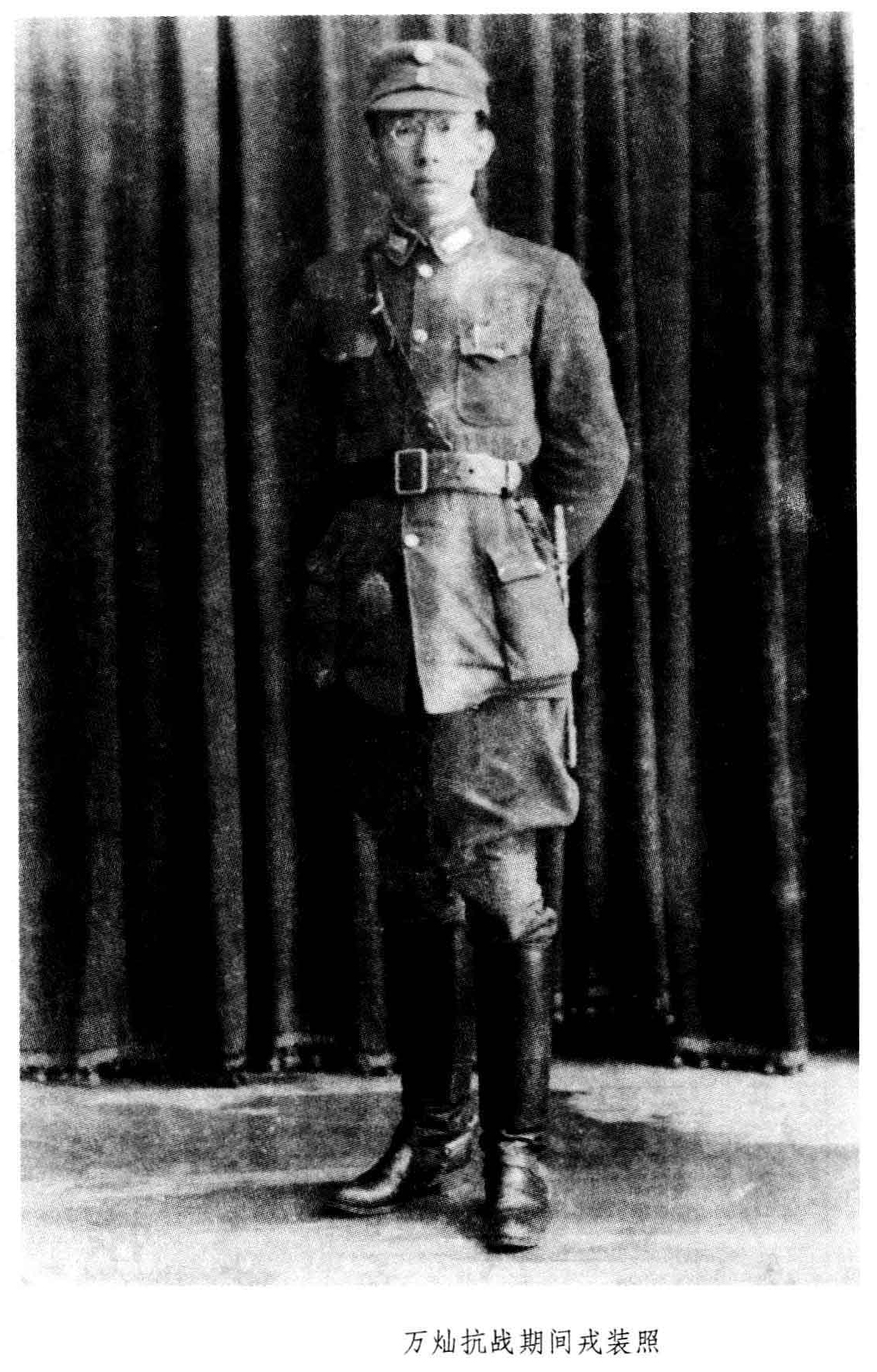
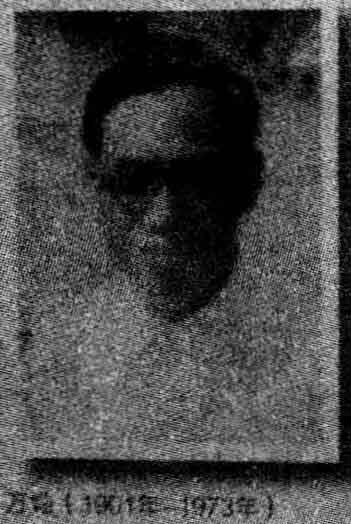
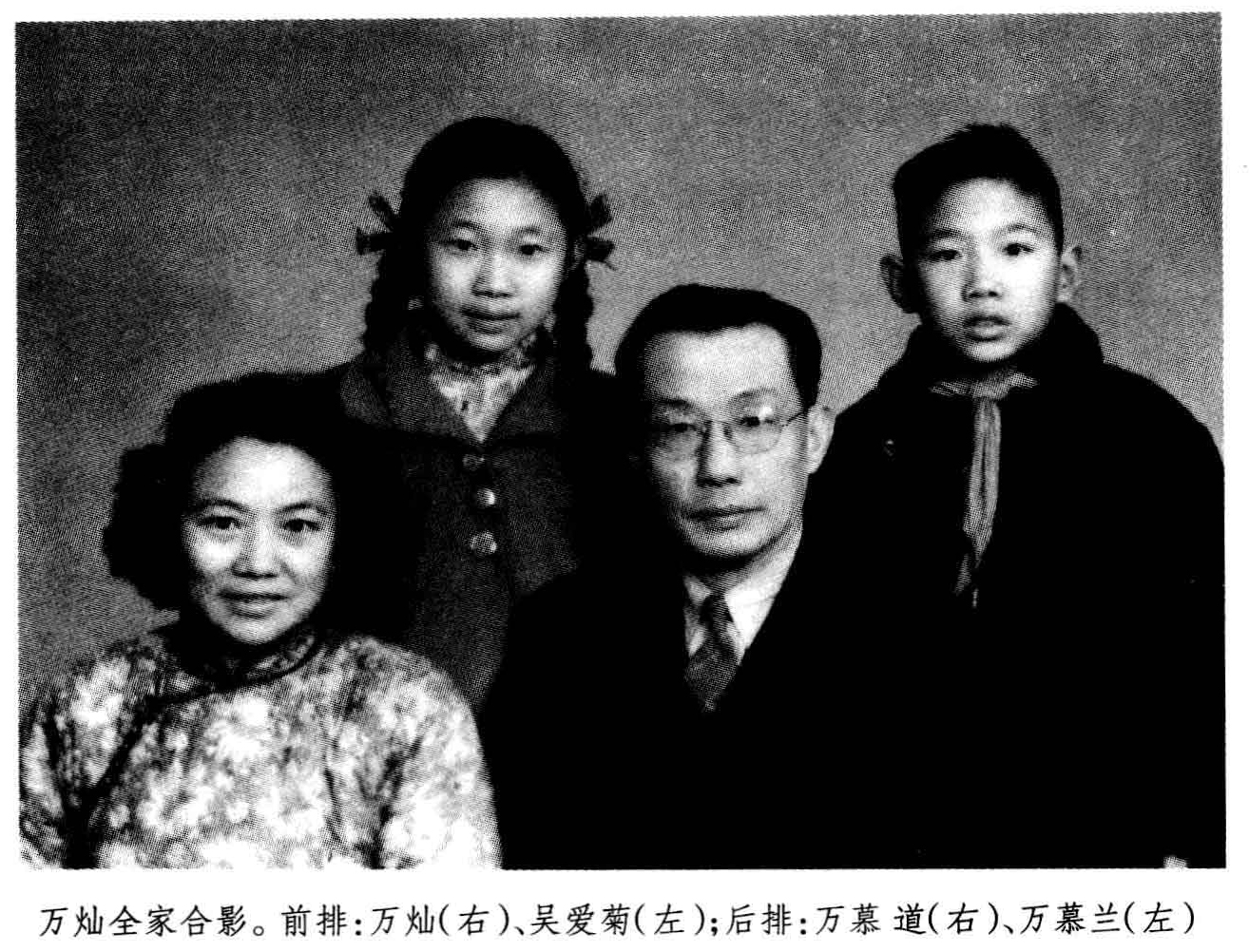
萬燦全家合影
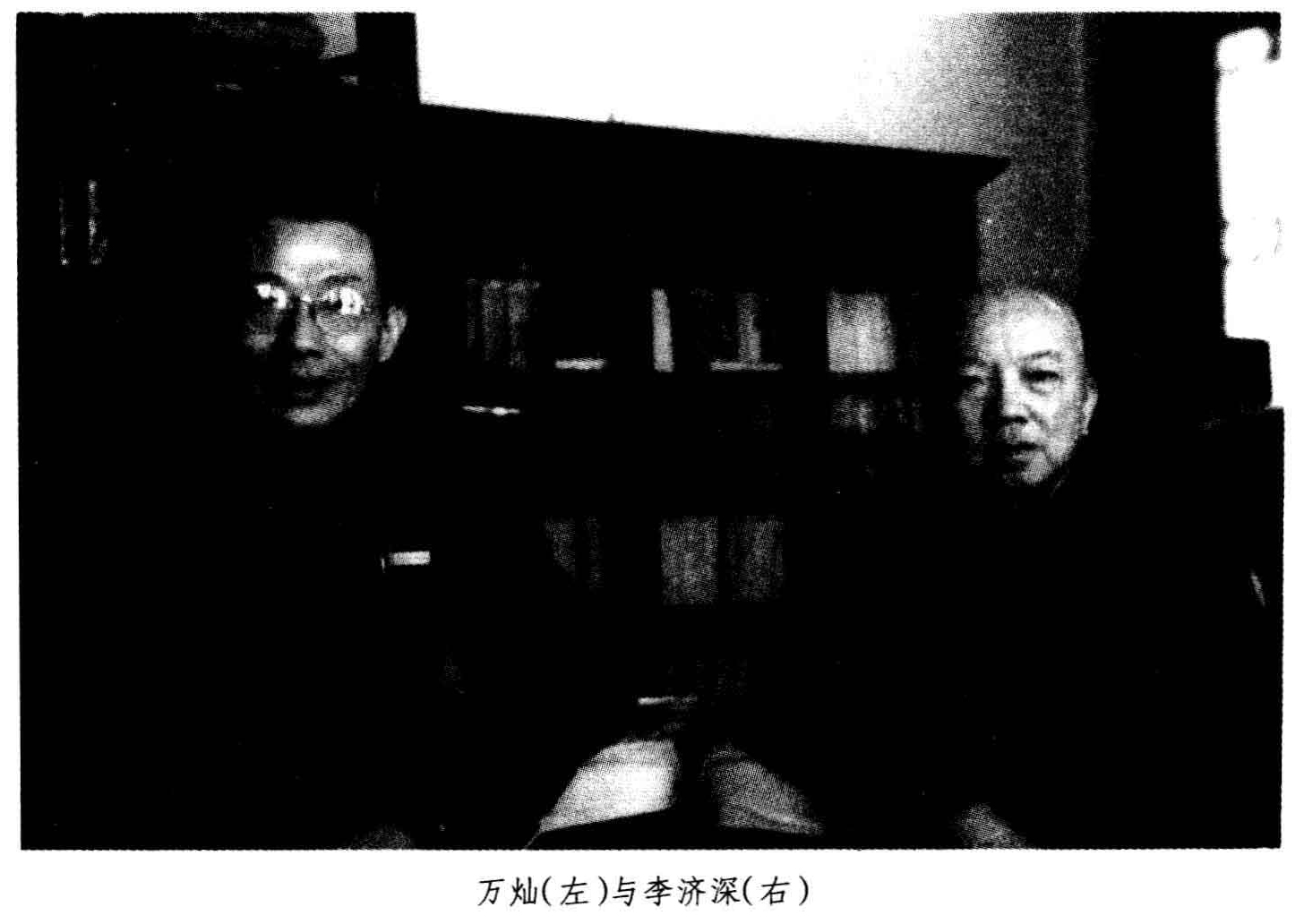
萬燦與李濟深
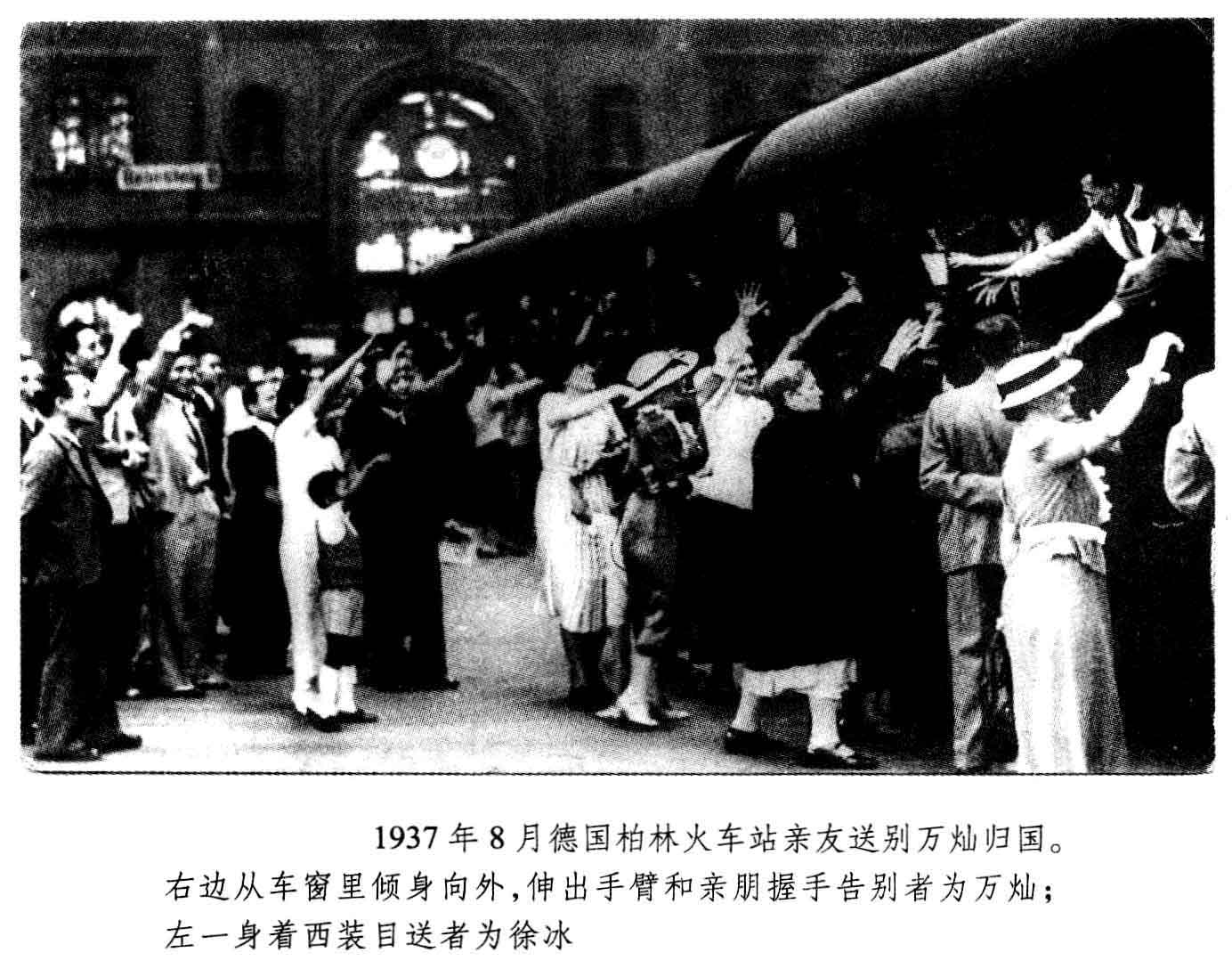
萬燦從德國歸國
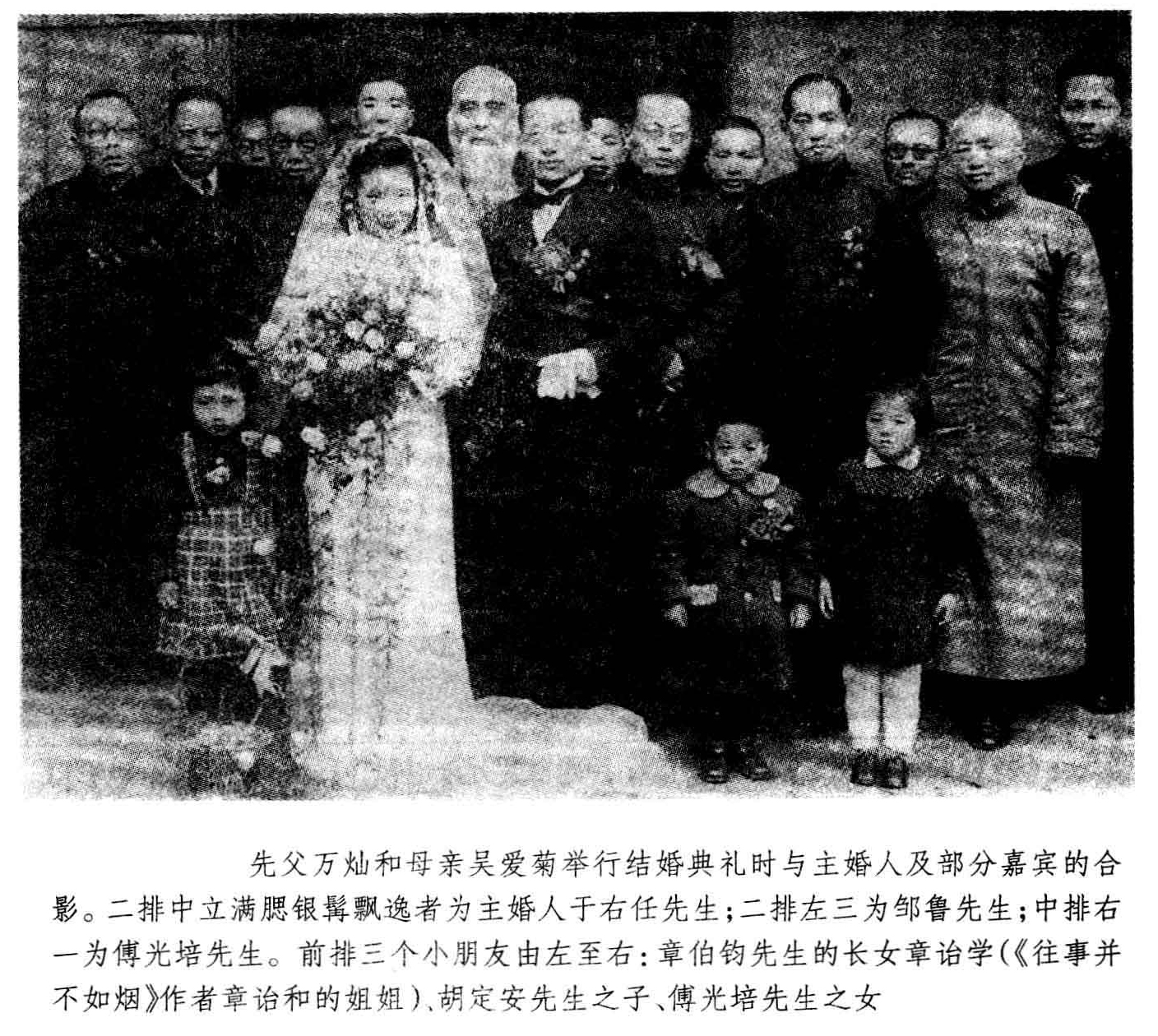
萬燦婚禮後排鄒魯于右任傅光培陳銘樞皮宗石吳士英張含清胡定安莫庸
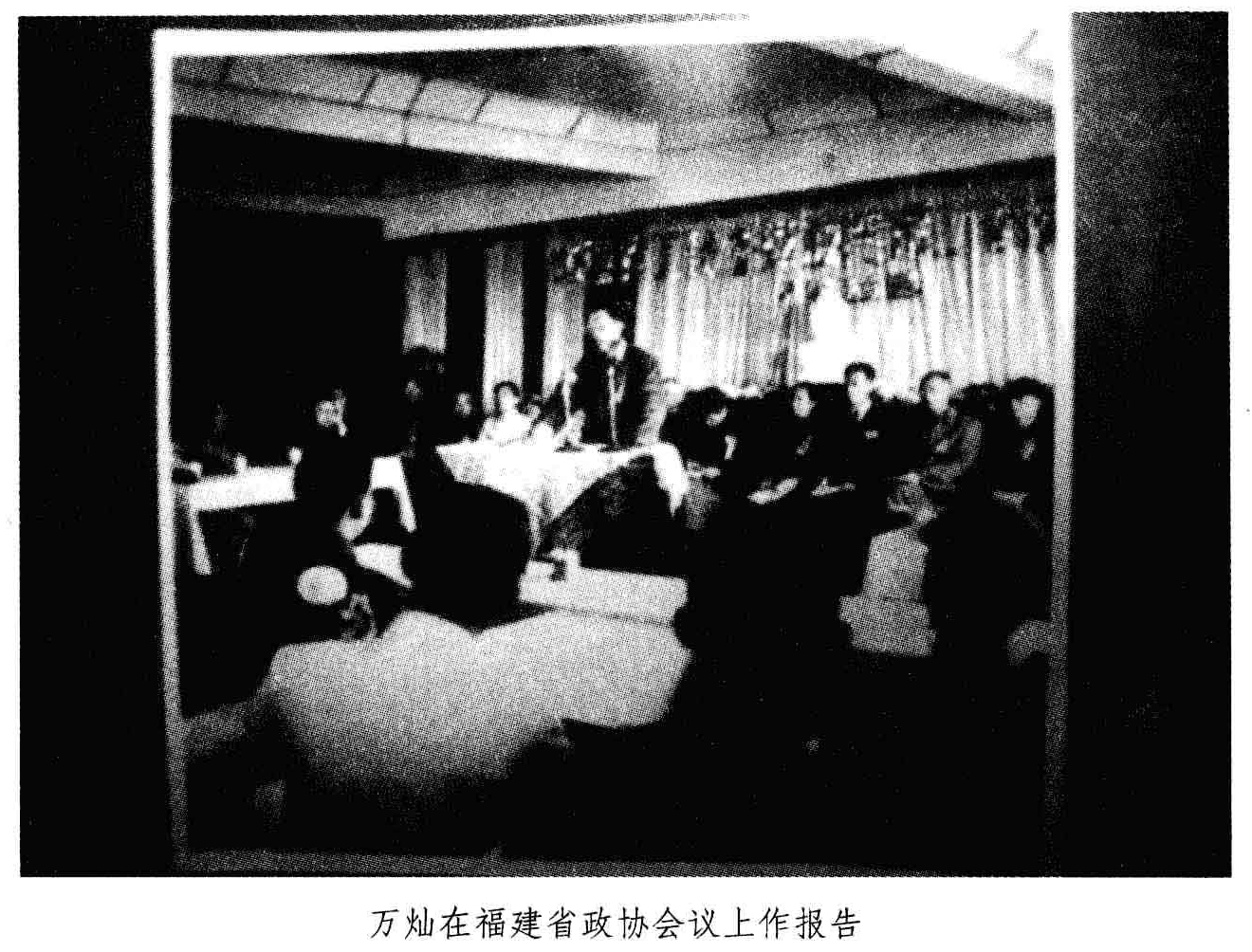
萬燦在福建省政協會議上作報告
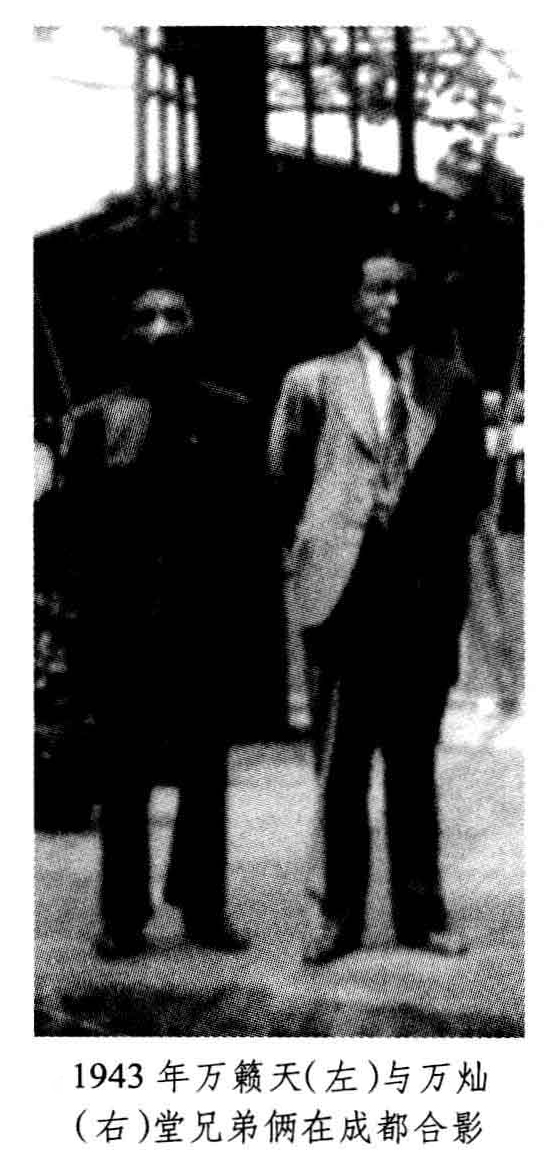
萬燦與萬籟天
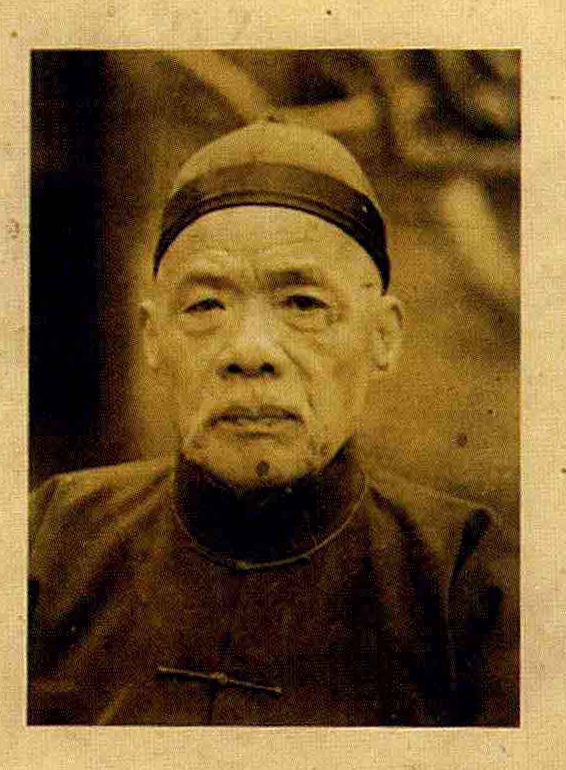
萬燦之父萬廷獻
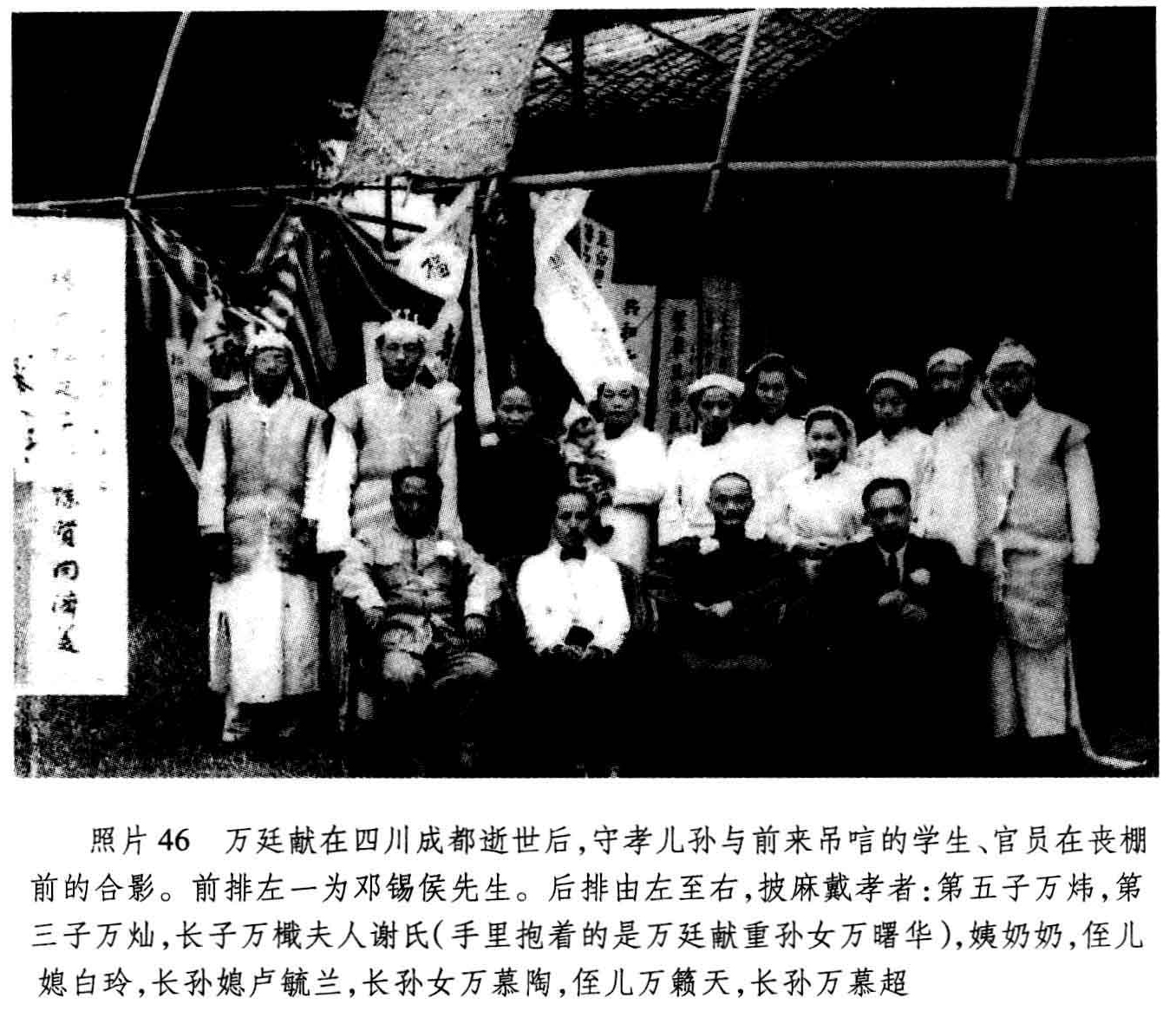
萬燦之父萬廷獻喪禮